# Експлозија
Експлозија је брзо увећање запремине дате количине материје повезано са екстремним ослобађањем енергије, што је по правилу штетно и обично праћено стварањем високе температуре и ослобађањем гасова под високим притиском. Експлозије изазивају таласе притиска у медијуму у којем се одигравају, по чему се и врши њихова категоризација на сагоревања или запаљења, ако су ови таласи подзвучни и детонације ако су таласи надзвучни (такође познати као шок-таласи - јер се прво претрпи удар, па онда чује звук).
Најчешћи вештачки експлозиви су хемијски експлозиви, за које је карактеристична брза и јака реакција оксидације која производи велике количине врелог гаса. Барут је први откривени и коришћени експлозив. Друга значајна рана открића на пољу технологије хемијских експлозива су били Фридрик Аугуст Абелова нитроцелулоза 1865. године и Алфред Нобелов проналазак динамита (стабилизовани нитроглицерин) 1866. године. Нова генерација експлозива, атомска бомба, је била откривена 1945. године од стране уједињених научника. Године 1952. Америчка армија је развила прву Фузиону бомбу.
Експлозије су уобичајене и у природи. На Земљи, већина природних експлозија настаје услед вулканских процеса разних врста. Експлозивне вулканске ерупције се дешавају када лава (магма) долазећи из дубине земље садржи и пуно гаса; смањење притиска до кога долази када лава избије на површину изазива да гас у облику мехурова избија из лаве, резултујући великим повећањем запремине. До експлозија такође долази услед земљотреса.
Експлозија је процес брзог стварања, односно ослобађања топлотне енергије, праћена појавом гасовитих продуката под притиском већим од притиска околне средине, услед чега долази до ширења продуката и том се приликом део ослободене енергије претвара у рад. Иако је свака експлозија праћена ослобађањем енергије, експлозију не карактерише количина ослобођене енергије, већ брзина којом се ова енергија ослобада, тј. количина енергије ослобођена у јединици времена. На пример, при експлозији 1 kg тринитротолуола (ТНТ-а) ослобађа се свега 4.186 kJ. Ова количина енергије је много мања од енергије која се ослободи сагоревањем 1 kg бензина од око 46.046 kJ, па чак и дрвета или лигнита 8.372÷12.600 кЈ. Међутим, у случају тринитротолуола ослобађање ових 4.186 kJ поприма карактер експлозивног сагоревања због врло кратког времена (око стохиљадитог дела секунде (10−5 s)) за које се поменута количина енергије ослободи.

## Дефиниције Експлозија
Појам „експлозија“ (лат. explodere - значи распасти, експлодирати) већина људи повезује са јаким праском, пламеном, облацима црног дима, летећим фрагментима одбаченог окружења итд. Међутим, то су само спољашња обележја експлозије, односно њена спољашња слика. Шта је заправо експлозија, које врсте експлозија постоје, каква је њихова улога у животу људи, које су могућности њене примене у људским активностима итд. биће објашњено у даљем тексту.
1. Баумова дефиниција: Према Бауму и његовим колегама (Баум ет ал., 1975), експлозија се генерално дефинише као процес веома брзе физичке или хемијске трансформације система са преласком његове потенцијалне енергије у механички рад. Рад који врши експлозија је резултат наглог ширења гасова или пара, без обзира да ли су постојали пре или су настали током експлозије. Најважнија карактеристика експлозије је нагли скок притиска у окружењу које непосредно окружује место експлозије. Ово је такође узрок снажног разорног дејства експлозије.
2. Дреминова дефиниција: Према Дремину (Дремин, 1991), експлозија се дефинише као процес брзог ослобађања велике количине енергије у ограниченој запремини.
3. Јохансон и Персонова дефиниција: Јохансон и Персон (Johnsson and Persson, 1970) дефинишу експлозију као изненадно ширење супстанце до запремине много веће од њене почетне запремине. Појам експлозија тако укључује ефекте који прате, или укључују, брзо сагоревање и детонацију, као и чисто физичке процесе, као што је нпр. цилиндар за прскање компримованим гасом”.

Из наведених дефиниција произилази да су експлозија и прскање надуваног балона под дејством притиска гаса у балону, и експлозија електричног котла у коме се прегрејана вода претварала у пару, и експлозија изазвана нуклеарним реакцијама и експлозија хемијске експлозивне материје изазвана хемијским реакцијама. Другим речима, експлозије могу бити изазване физичким променама и хемијским и нуклеарним реакцијама, па се могу поделити на физичке, хемијске и нуклеарне експлозије.
Упркос бројним разликама (нпр. у извору енергије експлозије, јачини итд.), сви експлозивни процеси, условно речено, имају две фазе: 
- (а): претварање неког облика енергије у енергију јако компримоване супстанце и
- (б): нагло ширење тако сабијене супстанце.

Најчешће се у процесу експлозије стварају загрејани гасови или паре, који су у почетку под веома високим притиском.

## Врсте експлозија
Извори енергије експлозије могу бити различити: 
- хемијска,
- нуклеарна,
- електрична,
- топлотна,
- кинетичка енергија,
- енергија еластичне компресије итд.

Експлозије се најчешће класификују на:
- физичке
- хемијске експлозије и
- нуклеарне.

У физичке експлозије спадају на пример, експлозија суда у коме се чува гас под притиском или експлозија парног котла.
Типичан пример експлозије, а вероватно нама најближи, је експлозија хемијске експлозивне материје које се дешавају при активирању хемијских експлозива а праћене су брзим ослобађањем енергије и гасовитих продуката. Хемијски експлозиви представљају материје чија је основна карактеристика да могу детонирати под одређеним утицајем, што се у крајњем случају своди на такозвану минималну енергију активације. За хемијске реакције које се одвијају великом брзином и које су праћене ослобађањем топлотне енергије и стварањем гасовитих производа каже се да имају експлозивни карактер, односно да су експлозивне. Према експлозивној материји, такве реакције се могу одвијати у два облика, односно помоћу два механизма: 
- (а): сагоревањем и
- (б): детонацијом.

Хемијска експлозија је дефинисана као процес брзог претварања хемијске енергије у топлотну, при чему су продукти детонације углавном у гасовитом стању са запремином која је и до хиљаду пута већа у односу на првобитан кондезован експлозив. Пораст притиска је такође неизбежан пратилац експлозије, а јавља се као последица истовременог ослобађања топлоте и велике количине гасовитих продуката разлагања.
Да би дошло до хемијске експлозије треба да буду испуњени следећи услови:
- процес хемијске реакције мора се одвијати веома брзо,
- процес хемијских преструктуирања мора бити праћен ослобађањем енергије, која се назива топлота експлозије,
- процес експлозије мора бити праћен ослобађањем гасовитих продуката што обезбеђује раст притиска,
- процес експлозије започет на једном месту мора ићи до краја док не детонира целокупна маса експлозива.

До експлозије такође може доћи и приликом електричног пражњења, односно када импулсни ток велике струје протиче кроз танке електричне проводнике (тзв. експлозивни проводници). Експлозија је узрокована топљењем метала, његовим наглим експлозивним кључањем и испаравањем. У тренутку експлозивног кључања, растопљени метал се практично тренутно претвара у пару под високим притиском, способну да проузрокује уништавање околине.
Електричне експлозије данас проналазе нове облике практичне примене. На њиховим темељима настала је самостална област технике – тзв електроимпулсна технологија. Имају широку примену у добијању скупих минерала (јер не изазивају њихово уситњавање), а могућа је и у медицини, на пример за разбијање камена у бубрегу.
Електричне експлозије су такође честе у природи. Пример је муња, гигантско електрично пражњење у атмосфери, праћено јаким бљеском светлости и грмљавином. Муње се најчешће јављају у кишним облацима, али се јављају и приликом вулканских ерупција, током торнада и пешчаних олуја – другим речима, тамо где постоје услови за стварање јаких електричних поља. У главном делу муње јачина струје може да достигне сто хиљада ампера, брзина пражњења стотине милиона метара у секунди, а температура канала пражњења понекад може да пређе 25.000 °C (45.000 °F; 25.300 K).
Када гром „удари” у неки објекат, услед струјног удара, у њему се стварају уски канали у које се усмерава струја грома. Због високе температуре у створеном каналу погођеног објекта долази до интензивног испаравања супстанци и експлозивног уништења.
Гром је узрок многих великих катастрофа, пожара и погибије људи. Међутим, штете од грома су неупоредиво мање од користи које имају природним одржавањем плодности земље. Наиме, сваке године гром "направи" око 100 милиона тона азотних једињења која путем кише доспеју до земље. То је количина која је око 3 пута већа од целокупне количине вештачких азотних ђубрива које светска индустрија произведе у једној години.
Експлозије се такође дешавају када се чврсто тело које се креће великом брзином (реда неколико km/s) судари са чврстим препрекама. Приликом судара кинетичка енергија тела у покрету се трансформише у топлотну, на рачун чега долази до наглог испаравања тела и стварања јако компримованог гаса и/или паре. Примери експлозија овог типа су експлозије које настају када велики метеорити падну на земљу.
Већина земљотреса су примери експлозија изазваних еластичном компресијском енергијом. Услед кретања великих маса земљине коре, у појединим деловима Земље могу настати велики напони. У овим крајевима се акумулира огромна количина енергије која се потом ослобађа током земљотреса. Енергија јаких земљотреса процењује се на 1013-1015 kJ, што је еквивалентно експлозији неколико милиона тона класичног експлозивног материјала. На срећу, такви земљотреси се дешавају прилично ретко. На пример, од 100.000 земљотреса који се региструју сваке године, само десет њих је разорно. Упркос томе, претпоставља се да је од земљотреса до данас умрло око 14 милиона људи (Турума ет ал., 1982).
Изненадне ерупције угља и гаса у рударским јамама аналогне су експлозији изазваној енергијом еластичне компресије. Настају услед нагле промене напрезања у лежиштима угља засићеним гасом, а манифестују се уништавањем рудних лежишта, насилним ослобађањем гаса и кретањем лежишта угља. Како се дубина рударске јаме повећава, тако се повећава и притисак рударских наслага и гаса, а повећава се учесталост и јачина неочекиваних ерупција. Због тога се ерупције јављају на већим дубинама чак и када су у питању веома чврста рудна лежишта.
Унутрашњи напони услед збијања на великим дубинама су толики да при истовару руде, што настаје када се руда открије, долази до њеног експлозивног распадања. Такви примери забележени су при покушају вађења цилиндричних тестних узорака минерала са великих дубина, као и приликом вађења минералних узорака са дна океана. У оба случаја, огроман притисак је изазвао стварање унутрашњих сила, које, када притисак престане (растовар), доводе до прскања узорка.
Експлозије које настају када се вода замрзне у затвореној чврстој посуди су сличног типа. Наиме, при претварању воде у лед долази до повећања запремине, повећања притиска у суду и, ако тај притисак премаши чврстоћу зидова посуде, он експлодира. Забележен је случај „експлозије“ санте леда на реци Онон у источном Сибиру. У овом случају, улогу контејнера играо је ледени покривач који је окруживао незамрзнуту воду.
Недавна астрономска посматрања потврдила су да ни експлозије у свемиру нису ретка појава. Примери таквих експлозија су експлозије на Сунцу, формирање нових звезда, као и експлозије у центрима галаксија. Основа ових гигантских експлозија су нуклеарне реакције.
Експлозије засноване на трансформацији атомских језгара једног елемента у језгра других елемената називају се нуклеарне експлозије. Постоје два облика нуклеарних реакција. У првом облику – реакција цепања или фисије – језгра тежих елемената (уранијум и плутонијум) се цепају (распадају) и стварају лакше елементе. У другом типу нуклеарне реакције – реакцији синтезе или фузије – спајају се језгра лаких елемената (водоник или његови изотопи деутеријум и трицијум) и настају тежи елементи (углавном хелијум). Ове реакције се такође називају термонуклеарним јер је за њихово покретање и развој потребна веома висока температура.
Огромна количина енергије се ослобађа током нуклеарних реакција. Поређења ради, ево неких података: сагоревањем 1 kg каменог угља ослобађа се 3x104 kJ топлотне енергије, 1 kg нуклеарног горива 8,4x1010 kJ, док 1 kg термонуклеарног горива ослобађа 9x1013 kJ топлотне енергије.
Нуклеарне експлозије представљају брзо ослобађање огромне количине енергије што је условљено реакцијама које се дешавају преструктуирањем у језгрима атомских активних елемената.
Разликују се два типа реакција:
- фисија - цепање тешких атомских језгара (плутонијума, урана)
- фузија - спајање атомских језгара лаких елемената (тешки водоник - деутеријум, литијум)

У оба случаја долази до ослобађања енергије.
Очигледно је из до сада реченог да су експлозије довољно распрострањена појава у природи, али и многим људским активностима. Са развојем науке и технологије расла је и практична примена процеса који имају експлозивни карактер. Човекова способност да овлада новим изворима енергије, да концентрише ту енергију у великој мери одређује укупан развој човечанства. Ласери, моћни акцелератори елементарних честица, контролисане нуклеарне реакције итд. су примери процеса у којима се јављају или изазивају појаве блиске експлозивним. Процеси који се одвијају у ракетним моторима и моторима са унутрашњим сагоревањем су заправо, на известан начин, контролисане слабе експлозије.
На крају, слику могућих извора експлозија треба употпунити експлозијама експлозивно опасних материја које се често сусрећу у производним активностима људи. Типичан пример је експлозија мешавине метана и ваздуха у рударским јамама. Ако се у рударској јами формира експлозивна мешавина метана и ваздуха, односно смеша у којој је запремински проценат метана 4,5 – 14,2 % (Барткнехт, 1981), онда је случајна искра довољна да изазове катастрофалну експлозију. Експлозивна мешавина метана, заједно са фином угљеном прашином, која помешана са ваздухом такође може да експлодира, два су највећа непријатеља рудара. Нажалост, такве експлозије се и данас дешавају упркос строгим превентивним мерама.
Експлозивно опасне материје се сусрећу и у хемијској индустрији, на пример при пумпању, транспорту и преради гаса и нафтних деривата. Прашина неких уобичајених материја, као што су брашно, скроб, шећер, итд., у одређеној концентрацији са ваздухом, такође може постати експлозивно опасна.
Производне операције које могу акумулирати статички електрицитет су такође опасне. Ако се постигне довољно велико пуњење, може доћи до електричног пражњења – стварања „мини” муња, који су често „паљивач” који изазива експлозије у експлозивно опасном окружењу.

### Nuklearne eksplozije
Откриће реакција фисије (распадања) атомских језгара и упознавање њиховог механизма свакако је једно од највећих научних достигнућа прве половине 20. века. Нажалост, у историји човечанства остаће забележено да је нуклеарна енергија први пут употребљена против човека – да се убију хиљаде људи атомским бомбама баченим на крају Другог светског рата на јапанске градове Хирошиму (6. август 1945) и Нагасаки (9. август). 1945)).
Од самог почетка се схватало да употреба нуклеарне енергије против људи може бити погубна. Научници који су допринели открићу нуклеарне енергије, а посебно они који су учествовали у стварању прве атомске бомбе, нашли су се пред великом моралном дилемом убрзо након што су схватили колика су разарања и људске жртве изазване прве две атомске бомбе бачене на Хирошиму и Нагасаки. Многи су почели да доводе у питање сопствену одговорност не само за последице првих бомби већ и за будућност човечанства. Предвођени А. Ајнштајном, покушали су да издејствују забрану даље производње атомских бомби или бар успостављање неке врсте међународне контроле над нуклеарним горивом. У једном од својих говора о атомској енергији, Ајнштајн каже: "Открићем атомске енергије, наша генерација је донела на свет најреволуционарнију силу од када је примитивни човек открио ватру. Ова фундаментална сила универзума не може бити садржана у старом -обликовани уски национални концепт.Зато што нема тајне ни начина одбране, не постоји могућност њеног надзора осим кроз подизање нивоа разумевања и инсистирања свих народа света. Ми научници смо свесни да је наша одговорност да пренесемо нашим суграђанима знање о атомској енергији и њеним могућим импликацијама на друштво. У томе лежи наша једина сигурност и наша једина нада – верујемо да ће информисана јавност изабрати живот, а не смрт“.
Можда ниједан научник није био у таквој моралној агонији као Роберт Опенхајмер, шеф Менхетн пројекта – пројекта стварања прве атомске бомбе у САД. Током рада на развоју бомбе, Опенхеимер је изгубио 9 kg. Неколико месеци пре завршетка израде атомске бомбе, затражио је да га што пре разреши дужности менаџера пројекта. То је учињено тек у октобру 1945. године, након чега је отишао да ради на универзитету. Одбио је свако даље укључивање у рад на развоју термонуклеарне енергије и често је говорио „Физичари су згрешили” и „Руке су нам умрљане крвљу”. Наводно, амерички председник Труман је на то рекао „Није важно“. Вода ће све то опрати” (Браун, 1998).
Треба рећи да су се у то време водиле веома бурне расправе између научника, војних кругова и политичара о атомској енергији у САД. Разговори су дали одређени резултат. Цивилни надзор над атомским горивом успостављен је преко Комисије за атомску енергију, основане 1946. године.
Мирнодопско коришћење нуклеарне енергије почело је тек десет година касније, 1953. и 1954. године, са првим нуклеарним електранама у САД и Совјетском Савезу. Данас смо сведоци широке примене нуклеарне енергије, од нуклеарних електрана до медицине и прехрамбене индустрије.

#### Reakcije fisije
Као што је раније поменуто, нуклеарне реакције се могу одвијати на два начина: 
- цепањем атомских језгара неких тежих елемената (фисија) и
- спајањем атомских језгара лакших елемената (фузија).

Када се брзи неутрони сударе са језгрима одређених елемената, као што су уранијум (U235 и U233) и плутонијум (Pu239), долази до реакције у којој се формирају језгра нових – лакших елемената и ослобађају 2-3 нова неутрона. Настали неутрони изазивају фисију преосталих језгара, а самим тим се број фисија повећава у ланцу.
Карактеристика ланчаних реакција фисије атомских језгара је да ослобађају велику количину енергије. Нуклеарна енергија се заснива на чињеници да су материја и енергија различите форме исте појаве које се могу трансформисати једна у другу. Мала промена масе материје која се јавља у нуклеарним реакцијама (тзв. дефект масе) резултира ослобађањем огромне количине енергије - према Ајнштајну:
- E = mc2, где је:
  - Е – ослобођена енергија,
  - m – дефект масе и
  - c - брзина светлости.

На пример, фисијом свих језгара садржаних у 50 грама уранијума или плутонијума ослобађа се енергија од око 4,1x109 kJ, што је еквивалентно енергији коју обезбеђује 1.000 тона тринитротолуена (тј. килотона тринитротолуена). Или други пример: цепањем 1 kg уранијума добија се 22.900 хиљада kW/h енергије, док 1 kg доброг класичног горива даје мање од 11,6 kW/h енергије, тј. за око 2 милиона пута мање.
Ланчане реакције фисије атомских језгара одвијају се изузетно брзо. На пример, ако се претпостави да се број неутрона удвостручује током сваког чина фисије, онда се фисија свих језгара садржаних у 100 kg уранијума или плутонијума одвија за милионити део секунде (10-6 s). Истовремено, укупан број чинова фисије је мањи од 90, иако у реакцији учествује 1,2x1027 неутрона.
Међутим, треба истаћи да до експлозивног развоја ланчаних реакција фисије атомских језгара долази само у случају када је маса нуклеарног горива довољно велика – већа од неке „критичне масе“. Ако је маса нуклеарног горива мања од критичне, велики део неутрона произведених током фисије ће се изгубити, односно напустити масу горива, што може довести до гашења реакције нуклеарне фисије. Из наведеног следи да се регулисањем броја неутрона који изазивају даљу фисију може контролисати брзина реакције фисије атомских језгара тако да она не буде експлозивна, већ да се одвија контролисаном брзином. Овакве контролисане реакције нуклеарне фисије одвијају се у сложеним објектима – нуклеарним реакторима (тзв. уранијумске пећи, уранијумске батерије). Топлотна енергија која се ствара у реакторима као резултат контролисане нуклеарне фисије користи се за покретање топлотних мотора који обављају рад.
И док се у нуклеарном реактору процес фисије одвија контролисано, у атомској бомби се реакције одвијају неконтролисано и изненада – експлозивно. Да би се постигла експлозија коришћењем нуклеарног горива неопходна су два услова: 
- а) маса горива мора бити већа од неке критичне (минималне) масе при којој су могуће ланчане реакције фисије и
- б) фисија мора да потиче углавном од брзе неутроне како би се процес одвијао што је могуће већом брзином (иначе би систем функционисао слично као нуклеарни реактор).

Због чињенице да би залутали неутрони у атмосфери могли да изазову случајну ланчану експлозију нуклеарног горива чија је маса већа од критичне, атомска (тачније нуклеарна) бомба има два или више делова нуклеарног горива чија је појединачна маса мања и укупна маса је већа од критичне. Постоје две познате методе претварања подкритичне масе нуклеарног горива у критичну масу. Према првом, два или више делова нуклеарног горива подкритичне масе се нагло спајају у једну целину чија је маса већа од критичне масе. То се може постићи уз помоћ класичног експлозива, у уређају сличном артиљеријској цеви. Детонацијом експлозивног пуњења једна подкритична маса горива се „испаљује“ према другој, која се налази на другом крају цеви. Ако се критична маса створи на такав начин да се делови горива споје у делићу секунде, онда ће доћи до жељене експлозије.
Други метод се заснива на чињеници да подкритична маса нуклеарног горива може постати суперкритична (већа од критичне) ако се фисиони материјал нагло сабије. Овај метод се заснива на чињеници да се смањењем запремине нуклеарног горива, а тиме и његове спољне површине, смањује брзина губитка неутрона цурењем ка споља, у поређењу са брзином стварања неутрона у процесу фисије. На овај начин субкритична маса постаје суперкритична. Ударна компресија нуклеарног горива може се постићи коришћењем сферно распоређених, специјално направљених експлозивних пуњења од високоексплозивних експлозива. Подкритична „лоптица“ нуклеарног горива смештена је у шупљину у самом центру система. Када се високи експлозив иницира потребним бројем екстерно постављених детонатора, ствара се ударни талас усмерен ка центру (имплозија) који компримира нуклеарно гориво стварајући суперкритичну масу и изазива експлозију.
Из описаног је јасно зашто се „мале атомске бомбе” не могу правити, на пример у експерименталне сврхе, већ се експерименти изводе и са бомбама које морају имати наткритичну масу нуклеарног горива. Према неким подацима, критична маса U235 је 50 kg, а критична маса Pu239 око 16 kg.
Верује се да је температура током експлозије атомске бомбе 10 милиона степени (107 °C) и да се не разликује много од температуре у унутрашњости Сунца. Због тако екстремно високе температуре, сви производи фисије, као и сва количина непромењеног нуклеарног горива, биће претворени у гасове (паре) који су под екстремно високим притиском – што је заправо типична карактеристика експлозивног процеса. Експанзија насталих врућих гасова и паре ствара ударни талас који изазива пустош у широком подручју експлозије. Нуклеарна експлозија је праћена емисијом биолошки штетног y-зрачења као и стварањем продуката који су ß и Y радиоактивни. Висока температура изазива топлотно зрачење, које заузврат изазива опекотине људи и пожаре на великим удаљеностима од центра експлозије.
Данас се уранијум (U235) и плутонијум (Pu239) користе као нуклеарно гориво. U235 се добија из нерадиоактивног изотопа U238, изузетно сложеним технолошким поступком. Само 1 kg металног уранијума добија се из 500 kg руде уранијума, која садржи само 0,7% радиоактивног U235, док је преосталих 99,3% нерадиоактивног U238. Да ствар буде још компликованија, одвајање U235 од U238 није могуће конвенционалним поступцима хемијске екстракције због њихових скоро идентичних хемијских својстава. Због тога се раздвајање мора извршити сложеним поступцима раздвајања гасне фазе, на основу мале разлике у масама изотопа.
Ако се U238 остави дуже време у нуклеарном реактору, он ће „покупити” вишак честица (посебно неутрона) и постепено се претворити у плутонијум. Ланчане реакције нуклеарне фисије теже је покренути са плутонијумом него са уранијумом.

#### Реакције фузије
Други облик нуклеарних реакција су реакције спајања језгара лакших елемената са формирањем језгара тежих елемената и ослобађањем велике количине енергије. На пример, комбиновањем деутеријума и трицијума, изотопа водоника, настаје хелијум и ослобађа се око 3 пута више енергије него током реакција фисије исте масе уранијума.
Маса хелијума који настаје у реакцији фузије је мања од збира почетне масе деутеријума и трицијума који учествују у реакцији, а количина енергије која се ослобађа у реакцији је пропорционална дефекту (губитку) масе.
Међутим, проблем је како покренути реакцију фузије између два атомска језгра. Наиме, у нормалним условима атомска језгра водоникових изотопа се не могу спојити, јер садрже позитивно наелектрисане протоне између којих постоје силе електростатичког одбијања. Ове силе спречавају атоме да се приближе и споје. Повећањем температуре језгара повећава се брзина њиховог кретања и приближавају се једно другом. У тренутку када се растојање између језгара толико смањи да сила привлачења језгара премаши силу електростатичког одбијања, два језгра ће се спојити у једно. Спајање ће бити праћено ослобађањем енергије и емисијом Y-зрачења.
За покретање и развој реакција фузије неопходна је огромна температура – реда величине стотина милиона степени (~108 °C), па се зато реакције фузије атомских језгара називају термонуклеарним реакцијама. У првим експериментима изведеним 1952. у САД и 1953. у Совјетском Савезу, висока температура потребна за покретање нуклеарних реакција добијена је експлозијом атомске бомбе. Иако је овако постигнута висока температура трајала мање од милионитог дела секунде, била је довољна да се покрене насилни процес фузије и ослободи огромна количина енергије.
После САД и Русије, многе друге земље такође покушавају да направе термонуклеарну бомбу. На пример, Велика Британија је тестирала своју нуклеарну бомбу 1957. године, Кина 1967., Француска 1968. итд. Трка у нуклеарном наоружању проширила се на земље Јужне Азије 1974. године када је Индија извела своју прву подземну нуклеарну експлозију. Друге земље, попут Израела, Јужне Африке, Бразила, Ирана, Ирака, Северне Кореје, Аргентине и Пакистана такође су радиле на развоју нуклеарног оружја. Данас је вероватно више земаља које имају неопходне техничке предуслове да се упусте у развој нуклеарног наоружања. Подсетимо се само на случај Индије и Пакистана, који су средином 1998. године извршили подземно тестирање термонуклеарних бомби.
И опет, злобном иронијом судбине човечанства, већина људи ће термонуклеарне реакције повезати са термонуклеарним бомбама, тзв. наредничке бомбе, иако су још од времена првих експеримената уложени огромни напори да се термонуклеарне реакције ставе под контролу – да се „укроте” и контролисано одвијају. Нема сумње да би се, ако би ово успело, добио извор енергије без преседана. Истовремено, нема сумње да ће контролисана нуклеарна фузија бити најтежи технолошки подухват до сада.
А како човечанство „стоји” данас и каква је његова будућност у погледу енергетских потреба и извора?
Процењује се да ће количина енергије која ће човечанству бити потребна већ почетком овог века бити десет пута већа од укупне количине енергије потрошене од времена Римског царства до данас. Да ли ће сви расположиви енергетски ресурси, укључујући атомску енергију, бити довољни да задовоље ове потребе?
Истовремено, природни ресурси за термонуклеарне реакције су практично неисцрпни. Наиме, гориво за ове реакције (деутеријум) налази се у морским и океанским водама. Илустрације ради, ако би реаговао сав деутеријум који се налази у 1 литру воде (а у води има 1 атом деутеријума у поређењу са 6 хиљада атома водоника), енергија је једнака енергији произведеној сагоревањем 400 литара уља би се добило. А количина воде у светским морима и океанима је огромна. Израчунато је да је његова запремина око 137x107 km³. У тој количини воде има око 2x1013 тона деутеријума, што је довољна залиха енергије за неколико милијарди година (Турума ет ал., 1982).
Осим тога, у поређењу са реакцијама нуклеарне фисије, термонуклеарне реакције имају предност, не само са становишта количине ослобођене енергије, већ и због тога што не производе нуклеарни отпад штетан по биосферу.
У целој овој причи о термонуклеарним реакцијама, чињеница да док најбољи умови човечанства деценијама покушавају да овладају термонуклеарним реакцијама и створе термонуклеарни реактор, таква „фабрика“ постоји у природи милијардама година. Пример је Сунце – тај гигантски термонуклеарни реактор. Већ тридесетих година овог века појавила се хипотеза да су термонуклеарне реакције претварања водоника у хелијум, које се одвијају у унутрашњости Сунца, извор његове енергије. Наиме, због веома високих температура у унутрашњости Сунца (неколико милиона степени), атоми појединих елемената су потпуно јонизовани, а њихове брзине су толико велике да при њиховом судару долази до реакција фузије. Спектралном анализом утврђено је да у сунчевој атмосфери има водоника, азота и угљеника. Процењује се да је количина водоника на сунцу довољна да његова температура остане непромењена више од 100 милиона година.
Данас знамо много о Сунцу, коме дугујемо сав живот на Земљи. Али крије још много тајни. Једна од тих тајни су и експлозије (тзв. избочине) које се повремено јављају на њеној површини, у тзв. активне области. Ове снажне експлозије праћене су ослобађањем огромне количине енергије и „испаљивањем“ читавог низа наелектрисаних честица у свемир. Енергија емитованих честица је упоредива са енергијом космичког зрачења. Упркос великој удаљености између Земље и Сунца (око 150 милиона километара), експлозије на Сунцу имају утицај на нас - становнике Земље. Наиме, неколико сати након експлозије, облак „честица“ сунчевих атома водоника стиже до Земље, изазивајући неконтролисану ротацију игала компаса, прекид радио комуникације... Повећава се број срчаних удара и саобраћајних незгода... Овако Земља реагује на турбулентне процесе који се одвијају на Сунцу – соларне експлозије.

### Експлозивне вулканске ерупције
Експлозивне вулканске ерупције су застрашујући геолошки феномен. У појединим фазама развоја Земље вулканска активност је била интензивнија него данас, остављајући неизбрисив траг на формирање данашњег облика Земљине површине. Међу првим забележеним сведочанствима о вулканским ерупцијама су белешке римског писца Плинија Млађег, сведока катастрофалне ерупције вулкана Везув у Италији, 79. године пре нове ере, у којој су Помпеја и њени становници нестали испод слоја вулканског пепела и камења дебљине 7–9 m. Данас на Земљи постоји више од 800 активних вулкана, од којих се већина налази у Тихом океану.
Вулканску ерупцију изазива магма, врућа вискозна талина чврстих минерала која се уздиже из унутрашњости Земље на површину. Ако на месту њеног избијања постоје пукотине у земљиној кори, наступиће релативно мирна ерупција. Међутим, у неким случајевима, излаз магме на површину Земље је тежак. У таквим случајевима, како се магма приближава површини и како се притисак површинског слоја Земље на магму смањује, вода и гасови који су до тог тренутка растворени у магми прелазе у гасовито/парно стање. Због интензивног формирања мехурића водене паре и гаса, магма изгледа „као да кључа“. Притисак водене паре и гаса расте на неколико хиљада бара, што на крају доводи до експлозивне вулканске ерупције – пробијања површинског слоја земљине коре и избацивања у атмосферу емулзије течне магме и гаса (у облик вулканског пепела – мешавина прашине и песка величине честица испод 2 mm) и комада лаве величине од 1 cm до неколико метара. Непрозиран црни облак вулканског пепела уздиже се у ваздух и до десетина километара, након чега пада на земљу стварајући мрак попут мрака у мрачном тунелу.
Бројни су примери снажних експлозивних вулканских ерупција у прошлој историји Земље. Једна од највећих ерупција 20. века је ерупција вулкана Безимени на полуострву Камчатка (Совјетски Савез), која на срећу није изазвала људске жртве јер се вулкан налазио у ненасељеном подручју. Наиме, тај вулкан, за који се мислило да је угашен у 17. веку, поново је оживео 1955. године. Током октобра и новембра забележена је серија јаких ерупција, да би коначно у марту 1956. године дошло до страшне експлозије праћене формирањем великог пламеног стуба и емисијом вулканског пепела у атмосферу. Процењује се да је запремина вулканског пепела, који се попео на висину од 40 km (130.000 ft), износила око 500 милиона кубних метара. После ерупције, све у кругу пречника 10 km (33.000 ft) било је прекривено слојем вулканског песка.
Највећа забележена експлозивна вулканска ерупција у 19. веку била је ерупција вулкана Кракатау 1883. године. Кракатау је било ненасељено острво пречника 5—8 km (16.000—26.000 ft), смештено између острва Јава и Суматре (Индонезија), на коме се уздизао величанствени купасти врх висок 2.100 m (6.900 ft). Подземни земљотреси и слабије експлозије били су знак већ у мају те године да се вулкан активира, а крајем 26-27 августа догодиће се катастрофа. Током дана 26. августа чула се јака тутњава која се непрекидно појачавала. Стубови пепела подигли су се изнад вулкана на висину од око 30 km (98.000 ft). Створени су снажни морски таласи цунамија који су јурили ка Јави и Суматри, пустошивши њихове обале. Током следеће ноћи, тутњава је постајала све гласнија. Око 10 часова 27. августа ерупција је достигла врхунац. Одјекнула је страшна експлозија у којој је нестало 2/3 острва. Огромне количине гаса, паре, пепела и комада вулканских стена избачене су на висину од 70—80 km (230.000—260.000 ft). Настали су огромни таласи, високи и до 37 m (121 ft), који су се један за другим обрушавали на суседна острва и у страшном налету збрисали читава насеља „са лица земље“. После сат времена уследила је још једна јака експлозија, а затим се вулкан постепено смирио.
Количина материјала избаченог у атмосферу током ерупције, углавном кремена и песка, износила је око 21 km³. Укупна ослобођена енергија је еквивалентна енергији коју даје 200 милијарди тона тринитротолуена. Огромни морски таласи цунамија, изазвани експлозивном ерупцијом, обишли су целу Земљу, а експлозија се чула чак до Мадагаскара, удаљеног 4.600 km (15.100.000 ft). Након ерупције, обале Јаве и Суматре биле су непрепознатљиве. Сиви блато, продукти вулканске ерупције, лешеви мртвих људи и животиња прекрили су земљу. Број људских жртава процењује се на око 40 хиљада.
Ерупција је уништила скоро цело острво Кракатау, а остали су само његови остаци. После 1927. године, на том подручју су се поново јављале слабије ерупције, што је резултирало стварањем новог, малог острва познатог као Анак Кракатау (Дете Кракатауа).
Вулканске ерупције, односно огромне количине вулканског пепела које се бацају у атмосферу током ерупција, неки аутори наводе као могући узрок климатских промена на Земљи. У зависности од димензија честица вулканског пепела, јачине ерупције, правца ветра и сл., вулкански пепео може да се подигне на велику висину и да се разнесе на велику даљину. На пример, током ерупције вулкана Безимени (1956. године), на Камчатки, вулкански пепео је стигао чак до Велике Британије, а током ерупције вулкана Кракатау (1883. године), мале честице вулканске прашине су скоро два пута облетеле Земљу, узрокујући необичне појаве у атмосфери. Након ерупција, вулкански пепео може остати у атмосфери месецима или чак годинама.
Група америчких научника, истражујући вулканску прашину таложену на морском дну, открила је да се периоди великих и наглих климатских промена у последња два милиона година поклапају са вулканском активношћу. Веза између ове две појаве је веома сложена. Наиме, с једне стране, вулканске честице одбијају сунчеве зраке и тако доводе до пада температуре на Земљи, а са друге стране могу да апсорбују инфрацрвене (топлотне) зраке који долазе са земљине површине, што доводи до тога да се Земљина површина загрева. Укратко, ова два процеса доводе до смањења температуре земљине површине – односно њеног хлађења.
Према неким тврдњама, после ерупције вулкана Кракатау, просечна температура на Земљи пала је за 0,5 - 0,6 °C. Истовремени пораст активности многих вулкана у различитим деловима Земље могао је бити узрок ледених доба у прошлости. Сматра се да је за тако нешто, у области средњих географских ширина, довољно смањити температуру за неких 4-5 степени.

### Експлозије узроковане ударом метеорита у Земљу
Раније је поменуто да до експлозије може доћи и када се тело које се креће великом брзином (10 – 20 km/s) судари са чврстим препрекама. До експлозије долази услед претварања кинетичке енергије тела у покрету у топлотну енергију, наглог испаравања тела на рачун произведене топлоте и стварања врућих гасова и паре који су у почетку под веома високим притиском.
У природи се такви феномени јављају када велики метеорити падају на површину Земље, Месеца, Марса и других планета. Метеорити, данашњи најстарији и најпримитивнији остаци планетарне материје, одувек су падали на Земљу. Већина њих није велика, па изгоре при уласку у земљину атмосферу. Нешто веће, од 1 kg и више, не успевају да сагоре у горњим слојевима атмосфере, али пошто се њихово кретање кроз атмосферу доста успорава, падају на земљу без значајнијих спољашњих ефеката. Највећи нетакнути метеорит за који се зна да је пао на Земљу је метеорит Хоба Вест тежак 60 t (130.000 lb) који је пао у јужној Африци.
Међутим, судар већих метеорита са Земљом обично има карактеристике страшне експлозије која оставља свој вечни траг на површини Земље у виду огромних кратера.
Земља је у неколико наврата била изложена овом облику „космичког бомбардовања“. Вероватно највећи метеорит који је пао на Земљу био је онај који је створио Попигајски басен у долини реке Попигај на северу Сибирске висоравни (Совјетски Савез), пре неких 30 милиона година. Пречник кратера насталог падом тог метеорита је око 100 km (330.000 ft). Истраживања показују да је метеорит без већих потешкоћа прошао кроз Земљину атмосферу, продро кроз површински слој земљине коре, зауставио се у пределу стена и потом експлозивно експлодирао. У средишту експлозије, стене су се топиле, а талина је текла на дно створеног кратера. Претпоставља се да је дубина тог „огњеног језера“ достизала 200 m (660 ft). Али оно је постојало само делић секунде, након чега су растопљене стене бачене у ваздух у виду бројних комада различитих величина који су падали на удаљености до 40 km (130.000 ft) од ивице кратера.
У области северне Аризоне (САД) налази се и кратер (тзв. Цанион Диабло или Баррингер кратер), за који се верује да је настао ударом метеорита о Земљу. Легенда локалних Индијанаца каже да је кратер настао на месту „где је некада давно Бог сишао на земљу у ватреним колима“ – што заправо наводи на закључак да би узрок кратера могао бити метеорит (Турума ет ал., 1982).
Почетком 20. века (1902) филаделфијски рударски инжењер Д. М. Барингер се заинтересовао за ову област као потенцијално лежиште руде гвожђа.
Након обиласка тог подручја, Барингер се уверио да је кратер настао падом великог гвозденог метеорита. Претпоставио је да је метеорит остао закопан испод самог кратера. Претпоставка о пореклу кратера била је тачна, али Баринџер није знао да када је метеорит ударио у Земљу, доживео је потпуни распад (отопљење, испаравање и експлозивно распадање на мале комадиће). Баррингер је провео 26 година истражујући кратер и упорно тражећи џиновски гвоздени метеорит испод површине кратера. Наравно, никада га није пронашао, али је научној јавности доказао да је кратер настао ударом метеорита о Земљу.
Истраживања су показала да је овај кратер настао пре 50.000 година када је метеорит пречника око 50 m (2.000 in) и тежине неколико стотина тона, направљен од никла и гвожђа, који се кретао брзином од око 18 km/s ударио у то планинско подручје Аризона, стварајући кратер који је данас дубок око 170 m (560 ft) и пречника 1,2 km (3.900 ft). Да би се направио овакав кратер са класичним експлозивом, требало би утрошити више од 20x106 тона тринитротолуена. О величини кратера говори податак да се у подножју кратера истовремено могло одиграти 20 фудбалских утакмица, а на његовим падинама би могло да се смести више од два милиона навијача.
Данас је кратер у приватном власништву Барингерове породице. У њеном простору се налази и музеј (Музеј кратера Метеора) који је отворен за посетиоце.
Занимљива је хипотеза немачког физичара О. Мука о пропасти Атлантиде - легендарне царске државе чија се власт проширила на многа острва и део европског континента, а која се први пут помиње у делима старогрчког филозофа Платона.
А. Мук верује да је нестанак Атлантиде проузрокован падом великог метеорита негде у југозападном делу Атлантског океана, 8498. године пре нове ере. Пречник тог метеорита могао је бити око 10 km (33.000 ft), а маса 1000-2000 милијарди тона. Пад метеорита изазвао је стварање огромних таласа који су се, крећући се великом брзином, јурнули ка обалама Атлантског океана, "замећући" сва насеља испред себе. Експлозија је разбила морско дно, узрокујући његово померање. Тако је, према Муку, пучина прогутала легендарну Атлантиду (Турума ет ал., 1982).
Тајну јегуље аутор сматра индиректним доказом своје теорије. Наиме, познато је да се ларве јегуље рађају у Саргашком мору, које се налази на источној обали Северне Америке. Ларве се голфском струјом односе на исток до обала западне Европе. Током овог путовања, које траје 2-3 године, ларве израсту у младе јегуље које, доспевши до обала западне Европе, улазе у реке и крећу ка изворима. Јегуље живе у слаткој речној води 8-15 година, након чега се, као одрасле рибе, враћају у Саргако море, прелазећи раздаљину од 6-7 хиљада километара, да тамо полажу јаја. Након мријеста, јегуље умиру.
Према Муку, у давна времена острва Атлантиде блокирала су пут значајном делу Голфске струје, због чега су створила кружно кретање морске воде у области Саргашког мора. Истовремено, морска вода је обогаћена слатком речном водом са острва, чиме је ово подручје постало идеално за развој ларви јегуље. Одрастајући, ларве јегуље отишле су на исток до река Атлантиде, где су се развиле у одрасле рибе. Нестанком Атлантиде нестао је и кружни ток морске воде у области Саргашког мора, али је остао инстинкт јегуље, стваран генерацијама. Због тога европске јегуље полажу јаја у Саргашко море, а њихове ларве, као и много хиљада година раније, иду на исток ка обећаној Атлантиди, стижући у реке западне Европе. Тако је, сматра Мук, катастрофална експлозија изазвана ударом метеорита утицала на судбину јегуља.
Највећа космичка катастрофа у 20. веку свакако је она везана за метеорит Тунгуска (познат и као сибирска експлозија). У 7.15 часова, 30. јуна 1908. Мистериозна експлозија догодила се у области источно од горњег тока реке Доње Тунгуске у источном Сибиру (Совјетски Савез). Узрок експлозије био је улазак у Земљину атмосферу великог метеорита који је експлозивно експлодирао на висини од око 10 km (33.000 ft) од површине Земље. Слика овог догађаја није забележена, али су сведочења бројних очевидаца омогућила реконструкцију догађаја. Оно што се на основу снимљених података и исказа очевидаца може закључити о експлозији је следеће: Сеизмички инструменти су снимили вибрације на удаљености од око 1000 km; на удаљености од око 500 km (1.600.000 ft), очевици су чули „тупи прасак” и видели „пламтећи облак” на хоризонту; на око 170 km (560.000 ft) од центра експлозије, на ведром небу уочен је објекат у облику „огромне пламене лопте“; на удаљености од око 60 km (200.000 ft) људи су оборени на земљу или чак онесвешћени од удара ударног таласа насталог експлозијом, поломљени су прозори... Најближи очевици били су пастири који су се налазили у насељима око 30 km (98.000 ft) од место експлозије.
Сви ови подаци указују да је сила експлозије била огромна – вероватно једнака сили експлозије више од 3 милиона тона тринитротолуена. Израчунато је да је брзина метеорита у тренутку уласка у атмосферу била 30–40 km/s (што је 4-5 пута веће од прве космичке брзине). У тренутку експлозије брзина метеорита се смањила на 16–20 km/s услед отпора ваздуха. Маса метеорита у тренутку експлозије била је неколико десетина хиљада тона, док је преостали део испарио у атмосфери пре експлозије.
Експлозија је изазвала стварање снажног ударног таласа (или серије ударних таласа) који је оборио дрвеће на огромној површини - површини од око 2.200 km². На месту експлозије нема кратера или остатака метеорита. Пронађени су само мали комади, величине око десет микрона, који су заправо очврснуле капи растопљеног метала и силиката од којих је саграђен метеорит.
Сибирска експлозија је предмет бројних истраживања и бројних научних радова. Лансиране су многе верзије могућег узрока експлозије, међу њима и неке потпуно невероватне: на пример, да је експлозију изазвао улазак у Земљину атмосферу комада антитела, свемирског брода послатог са друге планете итд.
Пошто метеорит није стигао до површине Земље, први истраживачи су сматрали да је реч о објекту који би могао бити ледени фрагмент комете који је експлозивно испарио уласком у атмосферу. Савремени научници верују да је метеорит, крећући се брзином од 12–20 km/s, претрпео снажан механички удар при уласку у атмосферу (слично удару који тело претрпи при паду у воду) и да се због тога распао. на мање делове који су експлодирали уместо да стигну до површине земље. Очигледно је да се у случају сибирске експлозије метеорит распао на врло мале честице, величине честица прашине. Због тога на површини Земље нема кратера или великих метеорита. Према Ц. Цхиби и колегама (Цхиба ет ал., 1993) сибирска експлозија је била експлозија каменог метеорита у атмосфери. Аутори поткрепљују ову тврдњу чињеницом да су руски истраживачи пронашли мале комаде камена у дрвећу у зони експлозије, чији је састав идентичан оном код типичних камених метеорита. Према њиховим речима, метеорит би могао да има пречник од 50-60 метара. Међутим, без обзира на бројна истраживања и писана дела, сибирска експлозија вероватно ни до данас није сасвим поуздано објашњена.
Бројни астероиди круже око Сунца. Сибирски објекат је вероватно био највећи који је ушао у Земљину атмосферу у 20. веку. Да се његова експлозија догодила у насељеном подручју, разарања и људске жртве би биле огромне. Питање је сасвим оправдано: колика је вероватноћа да велики свемирски објекат удари у Земљу?
Данас се верује да се једном у хиљаду година Земља може сударити са великим свемирским телом. Вероватноћа да ће се тако нешто десити током нашег живота (тј. за око 75 година) је 1:10.000, што је једнако вероватноћи да погинемо у саобраћајној несрећи у периоду од 6 месеци. Данашњи постојећи кратери на Земљи, настали падом метеорита, само упозоравају на катастрофалне последице које би такав судар могао имати по Земљу и њене становнике.

### Свемирске експлозије
Огромно пространство које обухвата све што нас окружује зове се универзум. Оно што свемир садржи и шта се у њему дешава далеко превазилази нашу машту. Оно што видимо гледајући чисто звездано небо је само наша галаксија, Млечни пут. Његов пречник је око 100 хиљада светлосних година (светлосна година = 9,46x1012 km, тј. раздаљина коју пређе светлост која се креће брзином од 300.000 km/s за једну годину) а поред Сунца има око 100 милиона Звездица. И постоји више од 100 милијарди сличних галаксија. Сви они заједно чине метагалаксију – ту далеку и пролазну структурну творевину у вечном и бесконачном универзуму.
Практично, до недавно, универзум се сматрао стационарном, непокретном творевином. Претпостављало се да се промене у универзуму дешавају изузетно споро, мирно и постепено. Кружење материје у свемиру тумачено је на следећи начин: Услед термонуклеарних реакција које се одвијају у центру звезде, они постепено распршују своју материју у свемиру, ова супстанца се акумулира у огромним свемирским маглама; магле се постепено згушњавају и поново претварају у звезде; звезде изнова и изнова расипају своју супстанцу... И тако се периодично понавља процес нестајања једних звезда и појаве других.
Међутим, савремени астрофизичари су претпостављали да се у универзуму одвијају потпуно другачији, нестационарни процеси – космичке експлозије у центрима галаксија и звезда, што је довело до преиспитивања традиционалних идеја о еволуцији материје у свемиру.
Универзум није увек био онакав какав је данас. У почетку у њему није било ни галаксија ни звезда, а материја је била у страховито густом и сјајном стању. Пре отприлике 20 милиона година, ова материја је експлодирала и створена је метагалаксија. Након експлозије, галаксије су се удаљиле од места експлозије (као гелери од експлозије гранате), и даље се удаљавају, а њихова густина се смањује. Ова теорија о формирању галаксија назива се теорија „великог праска” (тзв. теорија Бинг праска).
Тренутак у времену који је уследио након почетног ширења био је посебно важан за историју метагалаксије. У том периоду постојали су такви услови у којима су се могле одвијати нуклеарне реакције, у којима су се од протона и неутрона формирала језгра хелијума. После око милион година, када се огромна почетна температура од око (740 °C (1.360 °F; 1.010 K) ове цифре су изражене у милионима) смањила на 2.727—3.727 °C (4.941—6.741 °F; 3.000—4.000 K), почели су да се формирају неутрални атоми хелијума и водоника. Тежи елементи појавили су се милијарду година након тога, односно када су настале звезде приликом чије експлозије су хемијски елементи које данас познајемо бачени у свемир.
Постоје различите хипотезе о формирању галаксија. Према Ј.Б.Зељдовићу, галаксије су настале у раним фазама ширења метагалаксије. Као резултат компресије материје ударним таласима, настале су густе дводимензионалне формације, зване блине, чија је температура могла да достигне милион степени. У разним деловима метагалаксије која се шири, назване су блине различите масе, густине и температуре. Галаксије су настале експлозивним распадом Блина. Како су слепи били различити, тако су и настале галаксије биле различите (Турума ет ал., 1982).
Међутим, експлозивни процеси у свемиру нису ту стали. Нове звезде се непрестано рађају, а старе умиру у свемиру. Најинтересантније је да нове звезде у почетку слабо сијају. Тек када њихова температура достигне 10 милиона целзијуса, односно када се створе услови за реакције термонуклеарне фузије језгара водоника у хелијум, нове звезде почињу да сијају правим интензитетом.
Енергетски најексплозивнији феномен у свемиру назива се супернова - експлозија звезде. То се дешава пред крај живота неких гигант звезда, када се њихово нуклеарно гориво потроши и термонуклеарне реакције почну да се гасе. У страшној експлозији, звезда се распада, а ударни талас баца свој омотач у међузвездани простор. При томе се ослобађа огромна количина енергије (реда 1041 J), интензивно космичко зрачење се емитује у свемир и стварају тешки хемијски елементи који представљају основу живота. Супернове су ретка појава у нашој галаксији, али су чешће у суседним галаксијама.
Мишљење је неких научника је да када се повећава ниво радијације у атмосфери, супернове могу утицати на климу наше планете и живот на њој. Према неким хипотезама, нагли пораст радијације, изазван суперновом, могао је да буде узрок изненадног нестанка диносауруса – огромних гмизаваца који су живели на Земљи у мезозојској ери. Позната су огромна гробља ових гмизаваца (на пример, такозвана Планина камених змајева у Сахари) где су пронађени остаци хиљада диносауруса, што упућује на закључак о њиховом изненадном нестанку.
Према савременој астрофизици, нема сумње да свемирске експлозије играју најважнију улогу у еволуцији универзума. Бројне свемирске експлозије које се дешавају широм универзума чине живот у свемиру упоредивим са врстом „свемирског ватромета“.

## Експлозивна материја
Експлозивна материја је хемијско једињење или хомогена мешавина хемијских једињења која има особину да за веома кратки временски интервал развије велику количину гасовитих продуката загрејаних на високој температури 1.500—45.000 °C (2.730—81.030 °F; 1.770—45.270 K), односно која има особину да се под утицајем спољашњег подстрека (извора паљења) нагло разлаже уз истовремено развијање велике количине гасовитих продуката и топлоте.
У састав експлозивних материја, са изузетком иницијалних експлозива, улазе угљеник, водоник, кисеоник и азот. При томе је од посебне важности што атоми кисеоника нису директно везани за атоме угљеника и водоника. Једињења код којих су атоми кисеоника везани директно са атомима угљеника и водоника (скроб, шећер), су енергетски стабилна па се код њих даљом трансформацијом не може да се постигне изразитије ослобађање енергије.
У једињењима која имају особине експлозива, кисеоник је везан најчешће за азот, па се у првој фази кида веза кисеоника и азота, а затим се кисеоник везује за угљеник и водоник, односно врши се оксидација угљеника и водоника.
Према хемијском саставу све експлозивне материје се деле на:
- експлозивна једињења, и
- експлозивне смеше.

```
Основна разлика између 
експлозива
 и 
горива
 је у томе што за процес горења треба довести 
ваздух
, а код 
експлозива
 је 
кисеоник
 укључен у његов састав.
```

Код експлозивних једињења кисеоник потребан за оксидацију је уграђен у исти молекул са горивим елементима угљеником и водоником. Наиме, код експлозивног једињења гориво и оксидатор су у склопу његовог молекула. До момента побуђивања детонације они су обично растављени атомима елемената који најчешће не учествују у детонационом преображају експлозивног једињења. То су најчешће атоми слабо реактивног азота.
До разлагања долази путем саопштавања одређене енергије активације која је карактеристична за сваки експлозив. Уколико се пође од опште елементарне структуре експлозива коју чине атоми угљеника (C), водоника (H), кисеоника (O) и азота (N), након активације долази до преструктуирања активних атомских група у термодинамички стабилнија једињења. Гориви елементи и оксидатор се сједињавају и образују водену пару (H2O) и угљендиоксид (CO2) а атоми азота који су их раздвајали до момента активације се обично издвајају у слободном елеметарном стању.
Експлозивне смеше у основи сачињавају гориве и оксидационе компоненте које се одређеном технологијом умешавања и хомогенизације доводе у што ближи контакт. Обично садрже и одређен проценат експлозивног једињења које има првенствено функцију сензибилизатора, које прво почиње да се разлаже при довођењу енергије за активирање. Најчешће коришћени сензибилизатори су тринитротолуол (ТНТ) и нитроглицерин (NG).
Као експлозивне смеше јављају се: класични привредни експлозиви, пиротехничке смеше, барутне смеше, смеше гасова и прахова, савремени привредни експлозиви итд.
Код многих експлозива материја потпуно прелази у гасовито стање, док је код неких овај прелаз делимичан, тј. у продуктима експлозије поред гасова налазе се и материје у чврстом стању.

## Класификација експлозивних материјала
У пракси постоји класификација експлозивних материја према агрегатном стању, особинама и намени. Према агрегатном стању експлозивне материје се деле:
- чврсте,
- течне, и
- гасовите.

Концентрација енергије је најмања код гасовитих експлозива (смеше запаљивих гасова са ваздухом, на пример смеше метана са ваздухом, експлозивне прашине). Због мале енергије притисци експлозије гасовитих експлозивних материја нису велики.
Течне експлозивне материје неће се разматрати јер су сувише опасне за практичну употребу.
Чврсте експлозивне материје у зависности од особина и намене, деле се у три основне групе:
- иницијалне или примарне,
- погонске и
- разорне или секундарне експлозиве.

## Подела хемијских експлозива

### Иницијални експлозиви
Иницијални експлозиви иницирају разлагање погонских и разорних експлозива. Разорне експлозиве доводе до детонације а погонске експлозиве до паљења. Иницијалне експлозиве карактерише велика осетљивост на удар и трење.
Једна од важних карактеристика поменуте врсте експлозива је брз прелазак из фазе горења у фазу детонације. Довољна је и сасвим мала припаљена количина овог експлозива у чврстом стању да би одмах дошло до детонације. Поменута карактеристика иницијалних експлозива искоришћена је код детонаторске рударске каписле, где се активирање врши путем спорогорућег штапина или електричним путем. Процес горења прелази у детонацију и каписла даје снажан иницијални импулс који активира експлозив у коме је смештен детонатор.
Најчешће коришћени иницијални експлозиви су:
- фулминат живе - {\displaystyle {\ce {Hg(ONC)2}}},
- олово азид - {\displaystyle {\ce {Pb(N3)2}}},
- оловотринитрорезорцихат - {\displaystyle {\ce {C6H(N02)3O2xPbxH2O}}}.

### Погонски експлозиви
Погонски експлозиви обезбеђују енергију за погон различитих врста пројектила. Они сагоревају а не детонирају. Најчешће коришћени погонски експлозиви су:
- црни барут,
- композитни барути,
- нитроглицерински барути, и
- нитроцелулозни барути.

Композитни барути представљају смеше неорганских оксидатора са органским горивима. Црни барут се састоји од следећих компонената:
- дрвени угаљ (64-80 %) као гориви састојак,
- шалитра (калијумнитрат) (5-25 %) као носиоц кисеоника,
- сумпор (5-30 %) којим се олакшава паљење јер је његова температура паљења 240 °C (464 °F; 513 K) док је температура паљења дрвеног угља 400 °C (752 °F; 673 K).

У пракси је најчешћа примена црног барута који се састоји од 75 % шалитре, 15 % дрвеног угља и 10 % сумпора. Барути могу своју енергију да саопште (предају) на два начина:
- барут може сагорети у самом оруђу. Топовски или пушчани барут може послужити као пример сагоревања у оруђу где се ослобађају загрејани гасовити продукти и своју топлотну енергију под великим почетним притиском (2.000 бар) предају зрну које се избацује кроз цев
- пројектил са собом носи погонско гориво које сагорева током његовог кретања.

### Разорни експлозиви
Основни вид разлагања разорних експлозива је детонација.
Деле се према намени на:
- војне и
- цивилне (привредне) експлозиве.

Већина војних експлозива су чиста хемијска једињења или смеша два хемијска једињења, као на пример:
- тринитротолуол - тротил (ТНТ)   {\displaystyle {\ce {(C7H5N3O6)}}}
- пентрит (ПЕТН)   {\displaystyle {\ce {(C(CH2ONO2)4-C5H8N4O12)}}}
- хексоген (РДX)   {\displaystyle {\ce {(C3H6N6O6)}}}

Сви привредни експлозиви су смеше више хемијских једињења. Употреба великог броја могућих смеша је ограничена, јер је за практично коришћење, неопходно да привредни експлозиви испуне захтеве:
- да су сигурни при руковању и транспорту, односно да нису претерано осетљиви,
- да имају температуру паљења изнад 160 °C (320 °F; 433 K),
- да при загревању на 75 °C (167 °F; 348 K) издржц најмање 48 сати,
- да су способни да се сигурно иницирају,
- да су способни за сигурно преношење детонације од патроне на патрону у минској рупи,
- да имају уравнотежен или благо позитиван биланс кисеоника,
- да у продуктима разлагања не садрже угљенмоноксид и азотне оксиде,
- да су довољно јефтини.

Привредни експлозиви су најчешће смеше три једињења:
- оксидатора као носиоца атома кисеоника. Као оксидатор обично се користи амонијумнитрат (AN) {\displaystyle {\ce {(NH4NO3)}}},
- горива као носиоца атома угљеника и водоника. Као гориво се користи дрвено брашно, тресет, разна уља, алуминијум и слично,
- сензибилизатора за обезбедивање детонације. Експлозиви на бази амонијумнитрата били би слабо осетљиви на иницијацију када би се састојали само од оксидатора и горива. Да би им се повећала осетљивост додају се сензибилизатори (најчешће нитроглицерин, чист или у смеши са нитрогликолом и тринитротолуол) са најмање 6 % у саставу привредних експлозива, чиме се обезбеђује потпуна детонација.

Реакције разлагања амонијумнитрата и тринитротолуола за време експлозије:
- 2NH4NO3 → 4H2O + N2 + O2 + Q
- 21NH4NO3 + C7H5(NO2)3 → 12CO2 + 47H2O + 24N2 + Q

Најважније просечне вредности привредних експлозива видети у табели испод:
| Карактеристика експлозива     | Просечна вредност            |
| ----------------------------- | ---------------------------- |
| Детонациона брзина            | 2.000 - 6.000 m/s            |
| Пренос детонације             | 0 –12 cm                     |
| Топлота експлозије            | 3.000 - 6.000 kJ/kg          |
| Гасна запремина               | 600 - 1.100 l/kg             |
| Густина                       | 0,8 - 1,5 kg/l               |
| Биланс кисеоника              | -3 - +3%                     |
| Осетљивост на удар            | 0,8 - 5 kgm                  |
| Осетљивост на иницијализацију | Каписла бр. 8; Пентолит      |
| Температура паљења            | > 200 °C (392 °F; 473 K)     |
| Температура експлозије        | 2.000 °C (3.630 °F; 2.270 K) |
| Притисак детонације           | 2 - 15 Gpa                   |
| Критични пречник              | 17 – 70 mm                   |

Постоје три велике фамилије привредних експлозива и то:
- ANFO експлозиви - чврсте експлозивне материје
- SLURRY експлозиви - од течљиво-пуштљивих до пластично-гумастог стања
- Амонијумнитритни тринитротолуол - прашкасти експлозиви.

### ANFO експлозиви - амонијумнитратни уљни експлозиви
Основна компонента ANFO експлозива је амонијумнитрат - гориво уље. Постојаност према води је слаба. Овај недостатак се може отклонити ако се испоручују у патронама са пластичним цревом. Примењују се код површинских радова, док је код подземних радова употреба ограничена. Не могу се користили тамо где се јавља метан или угљена прашина.

### SLURRY експлозиви - водопластични експлозиви
SLURRY експлозиви као течну компоненту у свом саставу садрже воду. Остале саставне компоненте ових експлозива су најчешће амонијумнитрат и натријумнитрат као оксидационе соли, затим експлозивне материје нитроароматског или нитроестарског порекла у чврстом стању као сензибилизатори и метални прахови као високоенергетско гориво.
Имају кашасто-пластичну конзистенцију, велику густину и одличну водо-отпорност. Присуство воде смањује осетљивост на удар и трење што повећава сигурност при употреби. Иницирање ових експлозива врши се преко детонаторског појачивача (бустера).

### Амонијумнитритни тринитротолуол - прашкасти експлозиви
Амонијумнитритни тринитротолуоли су прашкасти експлозиви израђени на бази амонијумнитрата (оксидациона со), нитроаромата (ТНТ) као сенибилизатора, органских горивих материја и средстава која штите експлозив од влаге и стврдњавања. Способност за пријем детонационог импулса је добра па се могу иницирати детонаторском капислом бр. 6. За привредна минирања препоручује се рударска каписла бр.8 или детонирајући штапин.
Како је амонијумнитрат растворљив у води сви прашкасти експлозиви су неотпорни на утицај воде. Ова врста експлозива се примењује код свих површинских минирања. Користе се и за минирање под земљом, са изузетком рудника где се појављује метан или опасна угљена прашина.

## Биланс кисеоника
Да би се проценило дејство неког експлозива потребно је познавати основне термохемијске показатеље експлозива, као што су:
- Топлотни ефекат,
- Запремина продуката експлозије,
- Температура продуката експлозије, и
- Притисак продуката експлозије.

Састав продуката експлозије у великој мери зависи од количине кисеоника, односно да ли се процес одвија у вишку, односно мањку кисеоника, тј. разлике између укупне количине кисеоника који улази у састав експлозива и количине кисеоника потребног за потпуну оксидацију угљеника и водоника, као и других компонената експлозива које се лако оксидишу (на пример алуминијум).
- Биланс кисеоника је број који означава колико грама кисеоника преостаје или недостаје за потпуну оксидацију угљеника и водоника и других горивих елемената, при експлозији 100 g експлозива.

Ако бруто формулу једног експлозивног састава (једињења) напишемо у облику CaHbΝcΟd, тада се биланс кисеоника, B.K., може израчунати на основу израза:
{\displaystyle B.K.={\frac {[d-(2a+{\frac {b}{2}})]M_{o}}{M_{C}a+M_{H}b+M_{N}c+M_{O}d}}100}
где су:
- a - број атома угљеника,
- b - број атома водоника,
- c - број атома азота,
- d - број атома кисеоника,
- MC - моларна маса угљеника,
- MH - моларна маса водоника,
- MN - моларна маса азота, и
- MO - моларна маса кисеоника.

Често се у различитим експлозивним смешама (материјама) као горива материја осим угљеника и водоника налази и алуминијум који се додаје у виду финијег или грубљег праха. Општа формула експлозивних материја поменутог састава има облик CaHbΝcΟdAle, па израз за биланс кисеоника добија облик:
{\displaystyle B.K.={\frac {[d-(2a+{\frac {b}{2}}+{\frac {3}{2}}e)]M_{o}}{1000}}100}
где је (e) број атома алуминијума.
У погледу биланса кисеоника разликују се:
- експлозивне материје са позитивним билансом кисеоника,
- експлозивне материје са билансом кисеоника једнаком нули (уравнотежен биланс), и
- експлозивне материје са негативним билансом кисеоника.

## Кисеонични коефицијент
Биланс кисеоника се веома често изражава у виду кисеоничног коефицијента. Кисеонични коефицијент представља однос расположивог кисеоника који улази у састав експлозива према кисеонику који је потребан за потпуну оксидацију свих горивих елемената експлозивне материје. За разлику од биланса кисеоника који може имати позитивну или негативну вредност, кисеонични коефицијент има увек позитивну вредност и представља степен засићености експлозива кисеоником. Полазећи од бруто формуле експлозива CaHbΝcΟd, кисеонични коефицијент А, се може израчунати на основу израза:
{\displaystyle A={\frac {d}{2a+{\frac {b}{2}}}}100}
У случају када експлозивна материја има у свом саставу алуминијум (CaHbΝcΟdAle), кисеонични коефицијент се израчунава на основу израза:
{\displaystyle A={\frac {d}{2a+{\frac {b}{2}}+{\frac {3}{2}}e}}100}

### Експлозивне материје са позитивним билансом кисеоника
Експлозивне материје са позитивним билансом кисеоника су оне материје које у свом саставу садрже довољну количину кисеоника за потпуну оксидацију угљеника и водоника, што значи да ће за време експлозије угљеник и водоник бити потпуно оксидовани у угљендиоксид и воду (водену пара) и да ће у гасовитим продуктима експлозије бити и слободног кисеоника. Према томе, при експлозивном разлагању ових експлозивних материја продукти разлагања су CO2, H2O и азот и кисеоник који се издвајају у елементарном стању. Пример експлозивне материје са позитивним билансом кисеоника је нитроглицерин (C3H5(ONO2)3-C3H5N3O9) који се разлаже према једначини:
C3H5N3O9 → 3CO2 + 2,5H2O + 1,5N2 + 0,25O2 + Q (6.366 kJ/kg).

### Експлозивне материје са уравнотеженим билансом кисеоника
И код експлозивних материја код којих је биланс кисеоника једнак нули долази до потпуне оксидације угљеника и водоника, али експлозивна материја не садржи више кисеоника него што је потребно за потпуну оксидацију, тако да у продуктима експлозије нема слободног кисеоника. Према томе, продукти разлагања су CO2, H2O и H2.
Пример експлозивне материје са позитивним билансом кисеоника је нитрогликол (C2H4N2O6) који се разлаже према једначини:
C2H4N2O6 → 2CO2 + 2H2O + N2 + Q (7.000 kJ/kg).
Биланс кисеоника нитрогликола (C2H4N2O6):
{\displaystyle B.K.={\frac {[6-(2\times 2+{\frac {4}{2}})]16}{14\times 2+1\times 4+14\times 2+16\times 6}}100=0,00\%}

### Експлозивне материје са негативним билансом кисеоника
За експлозивне материје са негативним билансом кисеоника карактеристично је што немају довољно кисеоника за потпуну оксидацију свих горивих елемената. Код ове врсте експлозивних материја треба разликовати:
- експлозивне материје са умерено негативним билансом кисеоника, и
- експлозивне материје са јако негативним билансом кисеоника.

#### Експлозивне материје са умерено негативним билансом кисеоника
Код експлозивних материја са умерено негативним билансом кисеоника продукти експлозије, због недовољне количине кисеоника за потпуну оксидацију садрже поред CO2, H2O, N2, још и CO и H2. Који продукти ће се образовати зависи од састава експлозива и температуре, јер је однос између CO2, CO, H2O и H2 регулисан константом равнотеже воденог гаса, Kw, која зависи од температуре, тј. са повећањем температуре реакција равнотеже воденог гаса се помера са десне на леву страну и обрнуто
CO + H2O {\displaystyle {\begin{array}{c}{\stackrel {\longrightarrow }{\longleftarrow }}\end{array}}} CO2 + H2 + 41 kJ.
{\displaystyle K_{w}={\frac {[CO][H_{2}O]}{[CO_{2}][H_{2}]}}}
Представници наведене групе експлозива су:
- хексоген (РДX) - (C3H6N6O6), и
- пентрит - пентаеритриттеатранитрат (ПЕТН) - (C5H8N4O12)

#### Експлозивне материје са јако негативним билансом кисеоника
Код експлозивних материја са јако негативним билансом кисеоника у продуктима експлозије поред CO и H2 јављају се и други продукти, поред осталих и угљеник у облику чађи. Типичан представник ове групе експлозива је тринитротолуол (ТНТ) (O7H5N3O6) чија једначина експлозивног сагоревања има облик:
C7H5N3O6 → 2,5H2O + 3,5CO + 3,5C + l,5N2 + Q (4.200 kJ/kg)
Експлозивне материје са негативним билансом кисеоника не смеју се употребљавати за радове под земљом због појаве отровних гасова.
Састав продуката експлозије осим што у највећој мери зависи од биланса кисеоника, зависи и од других фактора, као што су:
- систем побуђивања,
- густине експлозива,
- гранулације, и
- садржаја влаге, итд.

Биланс кисеоника је од значаја за привредне експлозиве јер се не дозвољава појава отровних гасова, што је за војне експлозиве безначајно.

### Израчунавање карактеристика експлозива
Израчунавање карактеристика експлозива врши се на основу стандарда SRPS H.D8.012, који прописује начин израчунавања теоријских карактеристика експлозива и то:
- продукта експлозије
- гасне запремине продуката експлозије
- топлоте продуката експлозије
- температуре продуката експлозије за експлозиве са уравнотеженим, позитивним или негативним билансом кисеоника.

Израчунавање се врши на основу једначине разлагања, полазећи од елементарног састава експлозива датог рецептуром и односи се на 1 kg експлозива не рачунајући омотач патроне (парафинисани папир, полиетилен ...).

## Топлота експлозије
У процесу експлозије долази до претварања потенцијалне хемијске енергије експлозивне материје у топлотну енергију, а затим у механички рад који обављају загрејани и компримовани продукти експлозије током ширења.
Експлозија је увек праћена позитивним топлотним ефектом. Топлотна енергија која се ослободи за време експлозије назива се топлота експлозије. Она се обично рачуна за 1 kg експлозивне материје, ређе за 1 mol, што значи да је њена јединица kJ/kg или kJ/mol.
Топлота експлозије Qv је топлота ослобођена експлозијом 1 kg експлозива при сталној запремини, односно без обављања рада. При томе се узима да је настала вода у гасовитом стању (водена пара).
Израчунава се на основу израза: где су:
Qv = Qp2 - Qp1 + 0,10132V0
- Qp1 - топлота стварања (образовања) компонената експлозива уз константни притисак од 101325 Pa на температури од 20 °C (68 °F; 293 K)
- Qp2 - топлота стварања (образовања) продуката експлозије уз константни притисак од 101325 Pa на температури од 20 °C (68 °F; 293 K)

За одредивање топлоте експлозије, обично се користи Хесов закон, по коме је промена унутрашње енергије једног изолованог система једнозначна функција параметара стања система. Према овом закону топлотни ефекат реакције (Qv или Qp) не зависи од пута по коме се она одвија, већ зависи само од почетног и крајњег стања система, тј. ако се од једних те истих полазних материја добијају различитим путевима исти крајњи продукти, укупна количина ослобођене топлоте биће једнака, независно од путева преображаја до крајњег стања.
Постоје три стања Хесовог топлотног ефекта реакције:
- Стање 1 - Почетно стање које чине полазни елементи;
- Стаље 2 - Одговара самој експлозивној материји; и
- Стање 3 - Одговара продуктима сагоревања или крајњем стању.

Ради преласка из стања 1 у стање 3 могу се користити два пута.
- Први: Од слободних елемената можемо најпре добити експлозив, и топлотни ефекат те реакције означити као Q1-2 (топлота образовања експлозивне материје). После тога експлозив сагоревамо у атмосфери кисеоника при чему добијамо производе сагоревања експлозивне материје, уз ослобађање топлоте сагоревања означене са Q2-3.
- Други: Полазимо од слободних елемената из којих је састављена експлозивна материја одговарајуће количине кисеоника непосредно добијамо производе сагоревања, тј. директно преводимо систем из стања 1 у стање 3. При овоме се ослобађа топлота коју означавамо као Q1-3, а која представља топлоту образовања продуката сагоревања. Сагласно Хесовом закону алгебарски збир топлотних реакција при прелазу система из стања 1 у стање 3, по првом путу је једнак топлоти која се ослободи ако се реакција одвија по другом путу тј.

Q1-2 + Q2-3 = Ql-3
из чега произилази да је топлота образовања експлозивне материје једнака:
Q1-2 = Q1-3 - Q2-3
Топлота експлозије је једнака разлици топлоте стварања (образовања) продуката експлозије и топлоте образовања самог експлозива. Вредности топлота стварања (образовања) при температури од 20 °C (68 °F; 293 K) и притиску од 101325 Pa, према стандарду SRPS H.D8.012,
При прорачуну топлоте експлозије уобичајено је да се топлоте образовања продуката експлозије, као и топлоте стварања самог експлозива узимају из одговарајућих термодинамичких таблица. Међутим, треба напоменути да се у тим таблицама топлота образовања најчешће исказује као топлота реакције при сталном притиску, а како се топлота узима при сталној запремини, неопходно је извршити одговарајућа прерачунавања, односно извршити корекцију.
За прерачунавање се користи израз:
Qv = Qp + (n2 - n1) RT
где су:
- R - гасна константа
- T - апсолутна температура
- n1 - број молова гасовитих компоненти полазне материје
- n2 - број молова гасовитих продуката реакције.

С обзиром да је за чврсте и течне експлозивне материје n1=0
{\displaystyle {\ce {Qv = Qp + n2RT}}}
или
{\displaystyle {\ce {Qv=Qp + AP(V2-V1)}}}
где су:
A - механички коефицијент топлоте,
P - крајњи притисак продуката експлозије,
V1 - почетна запремина продуката експлозије, и
V2 - крајња запремина продуката експлозије.

## Температура експлозије
Температура експлозије је максимална температура продуката експлозије уз претпоставку изохорне реакције (без вршења рада), односно то је она температура која би се добила када би се целокупна топлота експлозије утрошила на загревање продуката експлозије без вршења рада. Температура експлозије Te се израчунава на основу израза:
Qv - Q1 = cv(1)Te
где су:
- Qv - топлота експлозије, тј. топлота ослобођена експлозијом 1 kg експлозива,
- Qt - топлота топљења чврстих састојака (остатака) заосталих при експлозији 1 kg експлозива, и
- cv - специфична топлота при сталној запремини.

Вредност cv(t) за гасовите продукте експлозије израчунава се помоћу израза:
cv(t) = {\displaystyle a-{\frac {b}{T_{e}}}}
па се заменом у изразу добија:
{\displaystyle T_{e}={\frac {Q_{v}-Q_{1}+b}{a}}}
а уколико у продуктима експлозије нема чврстих остатака, односно ако је Qt=0, добија се:
{\displaystyle T_{e}={\frac {Q_{v}+b}{a}}}

## Притисак експлозије
Притисак гасовитих продуката експлозије је одређен врстом експлозива и односом између количине експлозива стављеног у минску рупу и запремине минске рупе, тј. густином пуњења. Максимални притисак би се добио уколико експлозив испуњава читаву корисну запремину минске рупе. У том случају густина пуњења једнака је јединици.
Притисак експлозије, Pe, се може израчунати на основу једначине гасног стања која даје однос између притиска гасовитих продуката експлозије, запремине у којој је био смештен експлозив и температуре експлозије, тј.
PeV = mRTe
где су:
- V - запремина у којој је смештен експлозив пре експлозије,
- m - маса експлозива.

Како је:
{\displaystyle R={\frac {P_{o}V_{o}}{T_{o}}}}
добија се:
{\displaystyle P_{c}V={\frac {P_{o}V_{o}}{T_{o}}}T_{c}m}
одакле је:
{\displaystyle P_{c}={\frac {P_{o}V_{o}}{T_{o}}}T_{c}{\frac {m}{V}}=f\Delta }
где су:
{\displaystyle f={\frac {P_{o}V_{o}}{T_{o}}}T_{c}}  -  Специфичан притисак гасова
{\displaystyle \Delta ={\frac {m}{V}}}  -  Густина пуњења
Специфични притисак, f, је дефинисан врстом експлозива јер је одреđен температуром експлозије и гасном запремином продуката експлозије. Под специфичним притиском се подразумева притисак гасова који настаје ако би 1 kg експлозивне материје експлодирао у запремини од 1 kg под условом да у том случају важи једначина идеалног гасног стања, тј. уколико је:
{\displaystyle \Delta ={\frac {m}{V}}=l}
онда је:
{\displaystyle P_{c}=f}.
Једначина идеалног гасног стања се не може применити код притисака од неколико десетина хиљада Бара који одговарају вредностима притисака експлозија, већ само код ниских притисака. У оваквим условима гасови одступају од идеалног стања, па је код њих неопходна употреба Ван-дер Валсове једначине, која у себи садржи корекцију за притисак и запремину:
(Pc + β)(V - α) = RTc
{\displaystyle P_{c}={\frac {RT_{c}}{V-\alpha }}-\beta }
где су:
- β - фактор поправке (корекције) притиска, који узима у обзир међусобно привлачење молекула које смањује притисак на зидове суда или минске бушотине. С обзиром да је његова вредност веома мала у односу на притисак експлозије у прорачунима се занемарује.
- α - коволумен, тј. запремина згуснутих молекула у којима се осећа дејство међумолекуларних сила и који висе не стоје на располагању за слободно, хаотично кретање. Међутим, запремина која остаје слободна за кретање молекула такође се умањује за запремину чврстих продуката уколико се издвајају за време експлозије.

Да би се на основу наведене једначине могао прорачунати притисак експлозије, морају се бар приближно знати вредности за коволумен и вредности запремина чврстих остатака.
Приближне вредности коволумена у зависности од густине пуњења дате су у табели испод:
| Густина пуњења, {\displaystyle \Delta } (kg/l) | Коволумен, {\displaystyle \alpha } (l/kg) |
| ---------------------------------------------- | ----------------------------------------- |
| 1,5                                            | 0,54                                      |
| 1,4                                            | 0,56                                      |
| 1,3                                            | 0,59                                      |
| 1,2                                            | 0,64                                      |
| 1,1                                            | 0,66                                      |
| 1,0                                            | 0,68                                      |
| 0,9                                            | 0,72                                      |
| 0,8                                            | 0,76                                      |
| 0,7                                            | 0,80                                      |
| 0,6                                            | 0,87                                      |

Да би се одредиле вредности за запремину чврстог остатка мора се преко једначине разлагања наћи број молова чврстог остатка, а затим на основу вредности из табеле испод одредити њихова запремина.
| Једињење         | Формула | Запремина (cm³/mol) |
| ---------------- | ------- | ------------------- |
| Алуминијумоксид  | Al2O3   | 25,5                |
| Баријумоксид     | BaO     | 27,8                |
| Калијумхлорид    | KCl     | 37,6                |
| Калцијумкарбонат | CaCO3   | 56,9                |
| Калцијумоксид    | CaO     | 16,5                |
| Натријумкарбонат | Na2CO3  | 42,3                |
| Натријумхлорид   | NaCl    | 27,0                |

## Притисак детонације
Притисак детонације се испољава само за врема проласка детонационог таласа, тј. чим се детонација заврши престаје његово дејство. Он је везан за кретање гаса у правцу чела детонационог таласа. Притисак детонације, PD, је приближно два пута мањи од притиска на почетку зоне хемијске реакције, а исто тако два пута већи од притиска експлозије, тј.
{\displaystyle P_{D}={\frac {P_{o}D^{2}}{400}}},
где су:
- P0 - густина експлозива
- D - брзина детонације.

## Sastav produkata eksplozije
Уколико се пође од опште бруто формуле састава експлозива CaHbNcOd једначина разлагања у општем случају има облик:
* CaHbNcOd → xCO2 + CO + nH2O + zH2 + vN2
* C: x + y = a
* H: 2n + 2z = b
* O: 2x + y + n = d
* 2v = c
* {\displaystyle P_{w}={\frac {yn}{xz}}},
Пошто је константа равнотеже воденог гаса Kw функција температуре, то се најпре мора претпоставити нека температура експлозије на основу које се бира константа. На основу састава гасовитих продуката експлозије добијеног за претпостављену температуру, израчунава се топлота и температура експлозије. У случају да се израчуната температура знатно разликује од претпостављене, прорачун се мора поновити базирајући константу равнотеже на израчунатој температури.
Вредност константе равнотеже у зависности од температуре дате су у табели испод:
| Температура                  | Константа равнотеже |
| ---------------------------- | ------------------- |
| 727 °C (1.341 °F; 1.000 K)   | 0,73                |
| 927 °C (1.701 °F; 1.200 K)   | 1,43                |
| 1.127 °C (2.061 °F; 1.400 K) | 2,25                |
| 1.327 °C (2.421 °F; 1.600 K) | 3,09                |
| 1.527 °C (2.781 °F; 1.800 K) | 4,66                |
| 1.727 °C (3.141 °F; 2.000 K) | 5,31                |
| 1.927 °C (3.501 °F; 2.200 K) | 5,85                |
| 2.127 °C (3.861 °F; 2.400 K) | 6,31                |
| 2.327 °C (4.221 °F; 2.600 K) | 6,78                |
| 2.527 °C (4.581 °F; 2.800 K) | 7,13                |
| 2.727 °C (4.941 °F; 3.000 K) | 7,43                |
| 3.227 °C (5.841 °F; 3.500 K) | 7,83                |
| 3.727 °C (6.741 °F; 4.000 K) | 8,32                |
| 4.227 °C (7.641 °F; 4.500 K) | 8,47                |
| 4.727 °C (8.541 °F; 5.000 K) | 8,65                |

## Узроци
Експлозије могу настати у природи услед великих прилива енергије. Постоје бројни начини на које се експлозије могу појавити природно, као што су вулкански или звездани процеси различитих врста. Експлозивне вулканске ерупције настају када се магма диже одоздо, у њој је растворен гас. Смањење притиска како се магма диже доводи до тога да гас излази из раствора, што доводи до брзог повећања запремине. Експлозије се такође јављају као последица удара и појава као што су хидротермалне експлозије (такође услед вулканских процеса). Експлозије се такође могу догодити изван Земље у свемиру у догађајима као што су супернове, или чешће, звездане бакље. Експлозије се често дешавају током пожара у шумама еукалиптуса где се испарљива уља у крошњама дрвећа изненада сагоревају.

### Астрономски узроци
Међу највећим познатим експлозијама у свемиру су супернове, које настају након завршетка живота неких врста звезда. Сунчеве бакље су пример уобичајених, много мање енергетских, експлозија на Сунцу, а вероватно и на већини других звезда. Извор енергије за активност соларне бакље долази од заплитања линија магнетног поља које су резултат ротације Сунчеве проводне плазме. Друга врста велике астрономске експлозије се дешава када веома велики метеорит или астероид удари на површину другог објекта, као што је планета. На пример, верује се да је догађај у Тунгуској из 1908. настао услед експлозије метеора.
Спајања црних рупа, која вероватно укључују бинарне системе црних рупа, способна су да зраче многе соларне масе енергије у универзуму у делићу секунде, у облику гравитационог таласа. Ово је способно да пренесе обичну енергију и деструктивне силе на оближње објекте, али у пространству свемира, оближњи објекти су ретки. Гравитациони талас примећен 21. маја 2019, познат као ГВ190521, произвео је сигнал спајања у трајању од око 100 ms, за које време се процењује да је одашиљао девет соларних маса у облику гравитационе енергије.

### Хемијски узроци
Најчешћи вештачки експлозиви су хемијски експлозиви, који обично укључују брзу и насилну реакцију оксидације која производи велике количине врућег гаса. Барут је био први експлозив који је измишљен и стављен у употребу. Други значајни рани развоји у технологији хемијских експлозива били су развој нитроцелулозе Фредерика Августа Абела 1865. и проналазак динамита Алфреда Нобела 1866. Хемијске експлозије (намерне и случајне) често се иницирају електричном варницом или пламеном у присуству кисеоника. Може доћи до случајних експлозија у резервоарима за гориво, ракетним моторима итд.

### Електрични и магнетни узроци
Електрични квар велике струје може створити "електричну експлозију" формирањем електричног лука високе енергије који брзо испарава метал и изолациони материјал. Ова опасност од бљеска лука представља опасност за људе који раде на расклопним уређајима под напоном. Превелики магнетни притисак унутар ултра-јаког електромагнета може изазвати магнетну експлозију.

### Механички узроци и пара
Строго физички процес, за разлику од хемијског или нуклеарног, на пример, пуцање запечаћеног или делимично затвореног контејнера под унутрашњим притиском се често назива експлозијом. Примери укључују прегрејани котао или једноставну лимену конзерву пасуља бачену у ватру.
Експлозије паре која се шири кључале су једна врста механичке експлозије која се може десити када се посуда која садржи течност под притиском пукне, што доводи до брзог повећања запремине како течност испарава. Имајте на уму да садржај контејнера може изазвати накнадну хемијску експлозију, чији ефекти могу бити драматично озбиљнији, као што је резервоар за пропан усред пожара. У таквом случају, ефектима механичке експлозије када резервоар поквари, додају се ефекти експлозије која настаје услед ослобађања (у почетку течног, а затим скоро тренутно гасовитог) пропана у присуству извора паљења. Из тог разлога, радници хитне помоћи често разликују ова два догађаја.

### Нуклеарни узроци
Поред звезданих нуклеарних експлозија, нуклеарно оружје је врста експлозивног оружја које своју разорну снагу добија из нуклеарне фисије или из комбинације фисије и фузије. Као резултат тога, чак и нуклеарно оружје са малим капацитетом је знатно моћније од највећег доступног конвенционалног експлозива, са једним оружјем које је у стању да потпуно уништи цео град.

## Својства

### Сила
Експлозивна сила се ослобађа у правцу који је окомит на површину експлозива. Ако је граната у ваздуху током експлозије, правац експлозије ће бити 360°. Насупрот томе, у обликованом пуњењу експлозивне силе су фокусиране да произведу већу локалну експлозију; обликована пуњења војска често користи за пробијање врата или зидова.

### Брзина
Брзина реакције је оно што разликује експлозивну реакцију од обичне реакције сагоревања. Осим ако се реакција не одвија веома брзо, гасови који се топлотно шире ће се умерено распршити у медијуму, без велике разлике у притиску и експлозије. Како ватра на дрва гори у камину, на пример, свакако постоји еволуција топлоте и формирање гасова, али ниједно се не ослобађа довољно брзо да створи изненадну значајну разлику притиска и затим изазове експлозију. Ово се може упоредити са разликом између енергетског пражњења батерије, које је споро, и кондензатора блица попут оног у блицу фотоапарата, који ослобађа енергију одједном.

### Еволуција топлоте
Генерисање топлоте у великим количинама прати већину експлозивних хемијских реакција. Изузеци се називају ентропијски експлозиви и укључују органске пероксиде као што је ацетон пероксид. Брзо ослобађање топлоте узрокује да се гасовити производи већине експлозивних реакција шире и стварају високе притиске. Ово брзо стварање високих притисака ослобођеног гаса представља експлозију. Ослобађање топлоте недовољном брзином неће изазвати експлозију. На пример, иако јединица масе угља даје пет пута више топлоте од јединице масе нитроглицерина, угаљ се не може користити као експлозив (осим у облику угљене прашине) јер је брзина којом даје ову топлоту прилично спора. У ствари, супстанца која гори мање брзо (тј. споро сагоревање) може заправо да развије више укупне топлоте од експлозива који брзо детонира (тј. брзо сагоревање). У првом случају, споро сагоревање претвара више унутрашње енергије (тј. хемијски потенцијал) запаљене супстанце у топлоту која се ослобађа у околину, док у другом, брзо сагоревање (тј. детонација) уместо тога претвара више унутрашње енергије у рад на околини (односно мање унутрашње енергије претворене у топлоту); c.f. топлота и рад (термодинамике) су еквивалентни облици енергије.
Када се хемијско једињење формира из његових састојака, топлота се може или апсорбовати или ослободити. Количина топлоте која се апсорбује или одаје током трансформације назива се топлота формирања. Топлоте формација за чврсте материје и гасове пронађене у експлозивним реакцијама одређене су за температуру од 25 °C (77 °F; 298 K) и атмосферски притисак, и обично су дате у јединицама килоџула по грам-молекулу. Позитивна вредност указује на то да се топлота апсорбује током формирања једињења из његових елемената; таква реакција се назива ендотермна реакција. У експлозивној технологији само материјали који су егзотермни — које имају нето ослобађање топлоте и имају негативну топлоту формирања — су од интереса. Реакциона топлота се мери у условима константног притиска или константне запремине. То је топлота реакције која се може исправно изразити као "топлина експлозије".

### Покретање реакције
Хемијски експлозив је једињење или смеша која се, након примене топлоте или удара, распада или преуређује изузетном брзином, дајући много гаса и топлоте. Многе супстанце које се обично не класификују као експлозиви могу учинити једну или чак две од ових ствари.
Реакција мора бити способна да се покрене применом удара, топлоте или катализатора (у случају неких експлозивних хемијских реакција) на мали део масе експлозивног материјала. Материјал у коме постоје прва три фактора не може се прихватити као експлозив осим ако се реакција не може извести када је то потребно.

### Фрагментација
Фрагментација је накупљање и пројекција честица као резултат детонације високог експлозива. Фрагменти могу потицати из: делова конструкције (као што су стакло, делови конструкцијског материјала или кровног материјала), откривених слојева и/или различитих геолошких карактеристика на нивоу површине (као што су растресите стене, земља или песак), околног омотача експлозив, и/или било који други лабави разни предмети који нису испарили ударним таласом од експлозије. Фрагменти велике брзине, ниског угла могу да путују стотинама метара са довољно енергије да покрену друге околне високоексплозивне предмете, повреде или убију особље и/или оштете возила или структуре.

## Значајни примери

### Хемијске експлозије

#### 17 век
- 1626 Вангонгчанг експлозија

#### 19 век
- 1887. Експлозија рудника Нанаимо

#### 20 век
- Експлозија у Халифаксу 1917
- Битка код Месина 1917
- 1921 Оппау експлозија
- Експлозија у Бомбају 1944
- Катастрофа у Порт Чикагу 1944
- 1944. Експлозија грешке РАФ-а
- Експлозија у Кадизу 1947
- Катастрофа у Тексас Ситију 1947
- Неделинска катастрофа 1960
- Експлозија совјетске ракете Н1 1969
- Катастрофа у Фликсбороу 1974
- 1998 ПЕПЦОН катастрофа , Хендерсон, Невада
- 1988 Пул експлозија
- 1994. Експлозија фабрике ђубрива Порт Нил

#### 21 век
- 2001 АЗФ (фабрика)
- Катастрофа Рионгцхона 2004
- 2005 Пожар на терминалу за складиштење нафте у Хертфордширу
- 2008 Гердец експлозије
- Пожар у рафинерији нафте у Катању 2009
- Експлозија компаније Вест Фертилизер 2013
- Експлозије у Тјенђину 2015
- Експлозија у Бејруту 2020
- Експлозија звезданог брода 2023

### Нуклеарне експлозије
- Тринити тест (1945)
- Атомско бомбардовање Хирошиме и Нагасакија (1945)
- Иви Мике (1952)
- Дворац Браво (1954)
- Цар Бомба (1961)

### Вулканске експлозије
- Минојска ерупција (око 1600. п. н. е.)
- Ерупција Кракатае 1883
- Ерупција Моунт Ст. Хеленс 1980
- Ерупција планине Тамбора 1815
- Ерупција планине Пинатубо 1991
- 2022 Хунга-Тонга Хунга-Ха'апаи ерупција
- Теорија суперерупције и катастрофе Тобе (73000 п. н. е.)
- Јелоустонска калдера

### Астрономске или Свемирске експлозије
- Списак супернова
- Bljesak gama-zračenja
- Ваздушни удар у Чељабинску 2013
- Сунчева олуја 1859
- Метеорски кратер
- Кратер Чиксулуб

## Брзина сагоревања
Брзина сагоревања је одређена временом које је потребно да сагоре узрочник експлозива одређених димензија. Она варира између неколико милиметара у секунди (нитроцелулозни прах (тринитроцелулоза)) и 400 m/s (црни прах) и зависи од притиска под којим се сагоревање одвија.

## Детонација
Детонација је процес ширења хемијске реакције унутар експлозивне супстанце суперзвучном брзином. Брзина детонације варира између 2800 m/s (амонијум нитрат) и 9200 m/s (октоген) и расте са повећањем густине експлозива. Осетљивост експлозива на удар је такође различита: глицерол тринитрат и жива распрскана (живин фулминат) ће експлодирати ако се на њих спусти терет од 2 килограма са висине од 4 центиметра, а амонијум нитрат ако се исти терет испусти са висине од 105 центиметара.
Спонтана детонација разних експлозивних материја почиње на различитим температурама: жива експлодира на 180—200 °C (356—392 °F; 453—473 K), а црни барут на 310 °C (590 °F; 583 K). Црни прах развија притисак од 281 MPa (мегапаскали) током експлозије, а пуцајући желатин (колодион памук) притисак од 1342 MPa. Притисак је важнији од топлоте да изазове експлозију.
Не постоје оштре границе између наведених врста експлозива. У оно време, црни барут је био универзални експлозив. Желатинизацијом високо експлозивног целулозног нитрата (тринитроцелулозе), брзина детонације се смањује толико да може послужити као барут. Средства која смањују брзину детонације називају се флегматизатори (вода, воскови, вазелин), а она која повећавају осетљивост називају се сензибилизатори (алуминијумски прах).

## Ефекти
Највидљивији и најчујнији ефекти су ефекти дефлаграције и деструктивног таласа (експлозије) и падавина које он изазива. На еквивалентној удаљености од експлозије, у води ударни талас може имати још веће штетне ефекте на жива бића него у ваздуху.
Експлозија је такође извор инфразвука који је нечујан за људе, али је приметан инструментима или одређеним животињама на великим удаљеностима.
Такође има потенцијално токсично и екотоксично дејство, мање или више одложено у зависности од компоненти експлозива (и прајмера када постоји). Паре и дим од пуцања углавном садрже токсична једињења. Места, организми или објекти уништени експлозијом могу сами бити извор биолошког, физичког, хемијског, радиоактивног загађења или контаминације,  итд.
Коначно, истраживачи са Универзитета Рединг недавно су показали (у часопису Анналес Геопхисицае) да су велике експлозије (термонуклеарне бомбе, као и бомбе (тежине до десет тона) које су бацали авиони током Другог светског рата) довољно моћне да ослабе и поремете саму горњу атмосферу, до нивоа јоносфере (хиљаду километара изнад експлозије, област која је обично узнемирена само великим догађајима као што су сунчеве бакље, вулканске ерупције, велики земљотреси, велике олује и изненадно загревање стратосфере). Ово је показано анализом радио снимака које су свакодневно прикупљали војни оператери током 152 савезничка ваздушна напада од 1943. до 1945., мање или више паразитираних наелектрисаним честицама у горњој атмосфери: стопа наелектрисаних честица у јоносфери значајно опада током сваког налета, вероватно због ударних таласа од бомби. Ретроспективно се процењује да сваки напад има утицај на горњу атмосферу еквивалентан најмање 300 удара грома. Може се претпоставити да ће поновљени проласци звучне баријере млазним авионима у неким тренажним и ратним зонама имати сличан ефекат, али ометање јоносфере може ометати ГПС системе, радио телескопе и радио комуникације.

## Здравствене последице експлозија
У зависности од врсте, тежине и удаљености експлозије и других околности, може доћи до типичних здравствених оштећења, као што су руптуре плућа, АРДС, бласт трауме, опекотине, озбиљне повреде и шок. Прави се разлика између примарних (директно узрокованих реакцијом експлозије), секундарних (због бачених крхотина) и терцијарних повреда (нпр. узрокованих падом или крхотинама).
Експлозије могу изазвати различите врсте здравствених последица, како физичких тако и психичких. Ове последице зависе од више фактора, укључујући удаљеност од епицентра експлозије, врсту и снагу експлозива, као и окружење у којем експлозија настаје.

### Физичке Последице
1). Примарне Последице:
- Бласт Таласи: Најнепосреднија последица експлозије је бласт талас, који може проузроковати озбиљна унутрашња оштећења, као што су руптура бубних опни, искакање очију из лежишта, и руптуре плућа.
- Оштећење Слуха: Пуцање бубних опни и друга оштећења унутрашњег уха су чести код особа које су биле близу епицентра експлозије.

2). Секундарне Последице:
- Повреде од Гелера: Крхотине и гелера који се распршују услед експлозије могу узроковати озбиљне физичке повреде, укључујући дубоке посекотине, пробијања и ампутације.
- Опекотине: Експлозије често прате високе температуре, што може довести до тешких опекотина.

3). Терцијарне Последице:
- Физички Утицај: Сила експлозије може избацити људе у ваздух или их бацити на тло, узрокујући преломе костију, повреде главе и друга телесна оштећења.

### Психолошке Последице
1). Трауматски Стрес:
- ПТСП и Анксиозност: Изложеност експлозији често доводи до пост-трауматског стресног поремећаја (ПТСП), анксиозности и других облика психичких траума.
- Депресија: Дуготрајне последице могу укључивати депресију и осећај беспомоћности, посебно код особа које су изгубиле вољене или претрпеле тешке повреде.

### Последице на Респираторни Систем
1). Оштећење Плућа:
- Инхалација Отровних Гасова: Експлозиви могу ослободити токсичне гасове који оштећују плућа и дисајне путеве.
- Дуготрајна Изложеност: Редовна изложеност одређеним врстама експлозива може довести до хроничних респираторних проблема.

### Превенција и Третман
1). Медицински Третман:
- Хитна Помоћ: Брза медицинска интервенција је кључна за третман повреда узрокованих експлозијом.
- Дугорочна Терапија: Рехабилитација и дугорочна медицинска помоћ су често потребни за опоравак од тешких повреда.

2). Психолошка Подршка:
- Саветовање и Терапија: Психолошка подршка и професионално саветовање су кључни за опоравак од трауматских искустава повезаних са експлозијама.

## Безбедност Рада са Експлозивима
1. Опште Мере Предострожности
- Едукација и Обука: Особе које рукују експлозивима морају бити темељно обучене и сертификоване. Ова обука укључује разумевање врста експлозива, њихових својстава, као и правилног поступања у хитним ситуацијама.
- Инспекције и Одржавање: Редовне инспекције складишта експлозива и опреме за руковање су обавезне како би се осигурала исправност и безбедност.

2. Безбедност при Руковању Експлозивима
- Правилно Руковање: Строго се придржавати процедура за руковање, складиштење и употребу експлозива.
- Контролисана Околина: Руковање експлозивима треба обављати у контролисаним условима, далеко од потенцијалних извора паљења и у подручјима са ограниченим приступом.
- Опрема за Заштиту: Употреба одговарајуће заштитне опреме, као што су заштитне маске, наочаре, рукавице, је обавезна.

3. Безбедно Склањање Људства
- Безбедносна Раздаљина: Осигурати да су сви радници и особље на сигурној удаљености током руковања експлозивима.
- Евакуациони Планови: Постојање јасних евакуационих планова и путева у случају незгоде.

4. Безбедност при Транспорту Експлозива
- Специјализована Возила: Користити специјализована возила за транспорт експлозива, која су дизајнирана да минимизирају ризик од детонације.
- Ограничење Брзине и Пажљива Вожња: Приликом транспорта, строго се придржавати ограничења брзине и избегавати трасе које пролазе кроз насељена подручја.
- Пратња и Комуникација: Транспорт експлозива треба да буде у пратњи и сталној комуникацији са централом за хитне ситуације.

5. Хитне Ситуације и Протоколи за Реаговање
- Протоколи за Хитне Ситуације: Детаљно разрађени и вежбани протоколи за хитне ситуације, укључујући брзу евакуацију, комуникацију са хитним службама и прву помоћ.

6. Правни Оквир и Регулатива
- Поштовање Закона: Строго придржавање националних и међународних закона и регулатива које се тичу руковања, складиштења и транспорта експлозива.

Сваки од ових сегмената захтева детаљно разрађене процедуре и константно освешћивање значаја безбедносних мера међу свим учесницима у процесу. Безбедност при руковању експлозивима је сложен процес који захтева континуирану пажњу и поштовање успостављених процедура.